# Timothy Ahearne
Timothy Joseph "Tim" Ahearne (Dirreen, Athea, Limerick, Irlanda, 18 d'agost de 1885 – Deposit, Nova York, desembre de 1968) va ser un atleta irlandès que va competir a primers del segle XX sota bandera britànica, principalment en proves de salts.
El 1908 va prendre part en els Jocs Olímpics de Londres, on guanyà la medalla d'or en la prova del triple salt del programa d'atletisme. En la prova del salt de llargada fou vuitè. En el salt de llargada aturat es desconeix la posició final, mentre en els 110 metres tanques quedà eliminat en semifinals.
Aherne guanyà diversos títols nacionals irlandesos i anglesos. El 1909 emigrà als Estats Units junt al seu germà, el també atleta Dan Ahearn.